# 中岳 (阿蘇山)
中岳（なかだけ）は、熊本県にある阿蘇山を構成する山の一つで、中央火口丘群のほぼ中央に位置し、最も活発な活動をしている火山である。標高1,506メートル。中岳には第1から第7までの火口があり阿蘇山特別地域気象観測所がある。火口周辺は火山ガスにより立ち入り規制が行われる。

## 解説
最近の80年間は、最も北側の第1火口でのみ噴火している。玄武岩質安山岩からなる複成火山で、山体の東半分は活動初期に形成された古期山体、西半分は新期山体と最新期火砕丘から構成されている。また、火口には通称『湯だまり』と呼ばれる火口湖が形成されている。
近代的観測網が整備された以降の活動からは、
- 活動が活発化してくると湯だまりは減少または消失、火口底が赤熱すると噴火に至ることが多い。
- 数日以内で収束するような噴火は2年から3年おきに発生。（例：2004年、2005年、2011年）
- 数年間活動を継続するような噴火は、10年から20年に1回程度発生。（例：1933年、1958年、1979年、1989から1993年）

と言った活動の特徴が解析されている。
なお、阿蘇山に於ける噴火警戒レベルは、他の火山と異なり『火口が赤熱していても噴火があまり発生しないからレベル1と評価されている』いつ噴火してもおかしくないとの指摘がある。

## 阿蘇五岳
- 中岳 1,506メートル
- 根子岳 1,433メートル
- 烏帽子岳 1,337メートル
- 高岳 1,592メートル
- 杵島岳 1,270メートル

## 近隣の交通

### 有料道路
- 阿蘇山公園道路

### 一般県道
- 熊本県道111号阿蘇吉田線
- 熊本県道298号阿蘇公園下野線